# Off the Wall (canção)
"Off the Wall" foi o terceiro single do álbum homônimo do cantor americano Michael Jackson.
Lançado em 2 de fevereiro de 1980, a canção composta por Rod Temperton foi uma das quatro canções do álbum a atingirem as dez primeiras posições nas paradas de sucesso do país, feito realizado pela primeira vez. Sua letra fala sobre esquecer os problemas: "leave that nine-to-five upon the shelf / and just enjoy yourself". A canção entrou na parada de singles pop da Billboard na décima posição, e na quinta posição na parada de singles de soul.
A cantora Mariah Carey sampleou "Off the Wall" em sua canção "I'm That Chick", de seu álbum E=MC², de 2008.

## Performances ao vivo
Michael Jackson executou esta canção na segunda parte da Destiny World Tour, também na Triumph Tour e foi executada na Victory Tour. Foram executadas também na primeira parte da Bad World Tour, e foi executada na HIStory World Tour como um medley, junto com Rock With You e Don't Stop 'Til You Get Enough (na primeira parte, de '96, e no começo da segunda parte, de '97) 

## Desempenho nas paradas
| Paradas (1980)                               | Melhor posição |
| -------------------------------------------- | -------------- |
| Estados Unidos (Billboard Hot 100)           | 10             |
| Estados Unidos (Billboard R&B/Hip-Hop Songs) | 5              |
| Reino Unido (UK Singles Chart)               | 7              |
| Paradas (2009)                               | Melhor posição |
| Estados Unidos (Billboard Dance Club Songs)  | 51             |
| Reino Unido (UK Singles Chart)               | 73             |